# The Golden Chance
The Golden Chance è un film muto del 1915 diretto da Cecil B. DeMille. Nel 1921, DeMille ne fece un remake con Forbidden Fruit.

## Trama
Mary, sposata con l'alcolizzato Steve, per vivere è costretta a cercarsi un lavoro: lo trova dalla ricca signora Hilary che la prende come sarta. Colpita dalla sua grande bellezza, la signora le fa indossare dei magnifici vestiti e le chiede di fingersi nubile con il giovane Roger Manning, un milionario che il signor Hilary vuole trattenere in città per motivi di lavoro. Quando Steve scopre che la moglie si è innamorata di un altro pensa di mettere a frutto la cosa ricattando Manning. Il suo piano però fallisce e, per vendicarsi, decide di uccidere il rivale. Durante la lotta che ne segue, Roger ha la meglio su Steve che, fuggendo, viene colpito e ucciso dalla polizia. Ora i due innamorati sono liberi: ma entrambi pensano con tristezza a quello che è venuto a costare il loro amore.

## Produzione
Il film fu prodotto da Cecil B. DeMille per la Jesse L. Lasky Feature Play Company con un budget stimato in 18.711 dollari. Venne girato dal 26 ottobre al 26 novembre 1915.

## Distribuzione
Distribuito dalla Paramount Pictures (con il nome Famous Players-Lasky Corporation), il film uscì nelle sale cinematografiche statunitensi il 30 dicembre 1915. A fronte a un costo di 18.711 dollari, il film incassò negli Stati Uniti 83.504 dollari. Copia del film viene conservata negli archivi dell'International Museum of Photography and Film at George Eastman House.
Il 25 ottobre 2005, l'Image Entertainment ha distribuito il film in DVD in una versione di 73 minuti insieme a Don’t Change Your Husband.